# دانش‌آموز شماره ۱
دانش آموز شماره ۱ (تلوگو: స్టూడెంట్ నంబర్ ۱) یک فیلم اکشن و عاشقانه به زبان تلوگو محصول سال ۲۰۰۱ سینمای هند به کارگردانی اس. اس. راجامولی است. کی. راگاوندرا رائو علاوه بر فیلمنامه سرپرستی کارگردانی این فیلم را نیز عهده‌دار است. همچنین این فیلم اولین کارگردانی راجامولی را در یک فیلم بلند سینمایی می‌باشد. در این فیلم ان.تی راما رائو جونیور و راجیو کانکالا ایفای نقش می‌کنند. این فیلم با بودجه ۱٫۸ کرور روپیه (۳۹۲٫۰۰۰ دلار آمریکا) ساخته شد و سهم توزیع کنندگان آن ۱۲ کرور (۲٫۵ میلیون دلار آمریکا) بود. این فیلم یکی از موفق‌ترین فیلم‌های تلوگوی سال ۲۰۰۱ بود.